# Валки (Сумская область)
Валки (укр. Валки) — село,
Ворожбянский сельский совет,
Лебединский район,
Сумская область,
Украина.
Код КОАТУУ — 5922982403. Население по переписи 2001 года составляло 68 человек .

## Географическое положение
Село Валки находится на расстоянии в 3 км от правого берега реки Псёл.
Примыкает к селу Облоги (Сумский район), на расстоянии в 1 км расположено село Лесное.
К селу примыкают небольшие лесные массивы.
Рядом проходит автомобильная дорога Т-1909.